# Katie Fforde: An deiner Seite
An deiner Seite ist ein deutscher Fernsehfilm von Sebastian Grobler aus dem Jahr 2014. Marek Erhard und Ursula Karven spielen zusammen mit David C. Bunners und Nick Julius Schuck die Hauptrollen. Es ist der zwölfte Film einer Filmreihe des ZDF mit Werken der britischen Autorin Katie Fforde.
Der Film ist Bestandteil der ZDF-Sonntagsfilm-Herzkino-Reihe, in der unter anderem auch Filme von Rosamunde Pilcher, Inga Lindström, Nora Roberts, Lilly Schönauer und Utta Danella laufen. Diese Produktionen zeichnet aus, dass sie stets in besonders schönen Landschaften gedreht werden.

## Handlung
Die erfolgreiche Anwältin Alicia Charles hat sich gerade von einem schweren Verkehrsunfall erholt, als ihr Will Hillinger über den Weg läuft und von ihr verlangt, einen Sorgerechtsstreit zu übernehmen. Will hat derzeit ein Sorgerecht für Linus Schawn, der bei einem Unfall seine Eltern verloren hat. Linus hat eine Tante in Frankreich, welche er noch nie gesehen hat, die aber plötzlich das alleinige Sorgerecht haben will.
Da Will keinen Cent hat, wendet er sich an Alicia, weil er denkt, dass sie aus moralischen Gründen den Fall übernimmt. Alicia hat nämlich den Verkehrsunfall mit Linus’ Eltern zu verantworten, kann sich aber nicht an ihren Unfall erinnern. Ihr Partner Richard aus der Anwaltskanzlei rät ihr dringend, sich gegen Will und für die Tante zu entscheiden, da die Tante vermögend ist und sich somit gut um Linus kümmern könnte. Alicia fühlt sich jedoch verpflichtet, weil sie es Linus versprochen hat und übernimmt den Fall vorerst für Will.
Nach einem Gutachten vom Jugendamt, das gründlich schiefgelaufen ist, erfährt Alicia, dass Linus sich die Schuld am Tode seiner Eltern gibt. Linus hatte nämlich heimlich seine Liebe Goana besucht, und als die Eltern von Goana zuhause anriefen und meinten, dass sie Linus abholen sollten, geschah der Unfall. Seitdem traut sich Linus fast gar nichts mehr. Währenddessen entscheidet sich Richard, den Fall für die Tante anzunehmen, was zu einem Konflikt von Richard und Alicia führt. Alicia erfährt dies in der Kanzlei, als sie mit dem Jugendamt spricht, das eigentlich auf ihrer Seite war. Nach Richards Eingreifen steht die Entscheidung für die Kommission aber fest, sie ist für die Tante. Richard stell Alicia vor die Wahl, sie entscheidet sich gegen ihn und somit gegen die Kanzlei, die von der Tante finanziell profitiert.
Als Alicia dann wieder zu Will fährt, üben die beiden gerade einen Auftritt für die Schule und Alicia bringt Linus das Tanzen bei. Dabei spielt Will zur Begleitung das Lied, welches Alicia im Radio kurz vor dem Unfall hörte. Alicia beginnt sich zu erinnern. Als Will erfährt, dass sie einen Rückzieher machen will, nutzt er die Gelegenheit, um mit Alicia und Linus auf den Friedhof zum Grab von Linus’ Eltern zu gehen. Linus vergibt Alicia ihren Unfall, da sie es nicht absichtlich gemacht hat. Alicia wird von Richard zur Versöhnung eingeladen und nach einer Massage mit eingehendem Gespräch versöhnen sie sich. Nachdem Alicia Will eine neue Gitarre geschenkt hat, spielt er auf ihren Wunsch nochmal das Radiolied und sie erinnert sich. Sie erinnert sich, dass sie Streit mit Richard hatte und darauf losgefahren ist. Dann kam es zum Unfall.
Alicia lässt sich von Will zu Richard fahren und konfrontiert ihn mit ihrer Erinnerung. Daraufhin verlässt sie ihn. Will lädt sie in Linus’ Haus ein. Will und Alicia üben mit Linus gemeinsam Mathe mit Luftballons und Mathebüchern, was der Jugendamt-Begutachter gerne sieht. Unterdessen ist die Tante als Mandantin bei Richard und will unbedingt das Sorgerecht. Richard macht Alicia ein letztes Angebot, welches sie annimmt und damit Will verrät. Sie gibt ihm ein Fotoalbum, das den chaotischen Alltag dokumentiert. Will hört allerdings mit und Linus konfrontiert Alicia damit, glaubt aber selber nicht so richtig daran.
Nach einer hitzigen Diskussion im Gerichtssaal geht das Sorgerecht an Will, da Alicia Richard mit dem Fotobuch ausgetrickst hat. Allerdings ist Alicia amtlich bestellt, als Anwältin und Vermögensverwalterin von Linus und wird Will und Linus regelmäßig wiedersehen.

## Rezeption

### Produktionsnotizen
Der Film Katie Fforde: An deiner Seite erlebte am 26. Januar 2014 im ZDF seine Premiere, mit 5,78 Millionen Fernsehzuschauer bei der Erstausstrahlung, was einem Marktanteil von 15,3 Prozent entspricht.

#### DVD
Der Film ist zusammen mit zwei weiteren Filmen von Katie Fforde am 24. März 2016 von der Universum Film GmbH auf der Box Katie Fforde Trilogie herausgegeben worden.

### Kritik
Tittelbach schreibt von einem klischeehaften Film, der altbekannten Mustern folgt. Man wünsche sich allerdings etwas weniger bipolaren Charakter, dafür aber mehr kleine spielerische Details wie die Semantik der Schuhe oder die ungewohnte Kind-Erwachsenen-Interaktion.
Im Großen und Ganzen sei es eine gelungenen Verfilmung. Zitat: „Weil aber die Oberfläche stimmt – guter Look, flüssiger Handlungsverlauf, stimmige Sympathiefiguren, lebendige Locations – fällt während des Sehens die Allerweltsdramaturgie kaum unangenehm auf. Zweifel kommen erst hinterher.“